# حياة لاخلوية

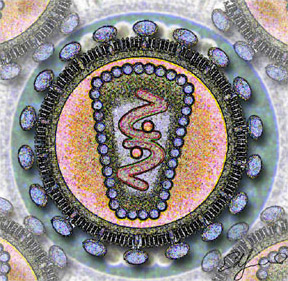

الحياة اللاخلوية Non-cellular life هي الحياة التي توجد بدون خلايا. تستخدم هذا المصطلح عادةً لوضع أشكال الحياة الفيروسية ضمن التصنيف التطوري النوعي phylogenetic classification.
إن أشكال الحياة الاصطناعية المفترضة، والآلات التناسخية الذاتية وحتى أبسط الجزئيات التي تقوم بعملية التناسخ مثل الكريستالات، لا تدخل ضمن الكائنات الحية (أنظر تعريف الحياة).

## تاريخ
يستفيد علماء الأحياء من استخدام للفيروسات للتجميع الذاتي بدراسة كيفية نشوء الحياة، وهذا قد يعزز الفرضية التي تقول بأن الحياة قد بدأت بالتجميع الذاتي للجزيئات العضوية.

## الفيروسات
في مناقشة لتصنيف أنواع الحياة، المصطلحات اللاخلويات Acytota أو أفانوبايونوتا Aphanobionta تستخدم أحياناً كاسم لمملكة افتراضية، أو مجال، أو إمبراطورية. وفي المقابل ستكون اسم الحياة الخلوية الخلويات Cytota. ستكون المتعضيات اللاخلوية والحياة الخلوية ستكون فقط مجموعتين تحت-شعبة subdivisions للحياة الأرضية المعروفة بالمتعضيات الأرضية terrestrial organisms، أو البايوتا Biota،أو النيتشراي Naturae، أو الفايتاي Vitae.